# Condado de Carroll (Tennessee)
El condado de Carroll (en inglés: Carroll County, Tennessee), fundado en 1821, es uno de los 95 condados del estado estadounidense de Tennessee. En el año 2000 tenía una población de 29.475 habitantes con una densidad poblacional de 19 personas por km². La sede del condado es Huntingdon.

## Geografía
Según la Oficina del Censo, el condado tiene un área total de 1554 km² (600 mi²), de la cual 1551 km² (598,8 mi²) es tierra y 2 km² (0,8 mi²) es agua.

### Condados adyacentes
- Condado de Henry noreste
- Condado de Benton este
- Condado de Decatur sureste
- Condado de Henderson sur
- Condado de Madison suroeste
- Condado de Gibson oeste
- Condado de Weakley noroeste

## Demografía
En el 2000 la renta per cápita promedia del condado era de $30,463, y el ingreso promedio para una familia era de $36,880. El ingreso per cápita para el condado era de $16,251. En 2000 los hombres tenían un ingreso per cápita de $29,904 contra $20,024 para las mujeres. Alrededor del 13.90% de la población estaba bajo el umbral de pobreza nacional.

## Lugares

### Ciudades y pueblos
- Atwood
- Bruceton
- Clarksburg
- Hollow Rock
- Huntingdon
- McKenzie
- McLemoresville
- Trezevant

### Comunidades no incorporadas
- Lavinia
- Westport
- Yuma
- Cedar Grove